# Stig Hallblom
Stig Anders Bertil Hallblom, född 11 juni 1932 i Uppsala, är en svensk målare.
Hallblom är som konstnär autodidakt. Separat har han ställt ut i Öregrund och Uppsala under 1960 och 1970-talet. Hans konst består av stilleben och uppländska landskapsmålningar, ibland med bebyggelse i en abstrakt expressionism. Hallblom är representerad vid Gävle kommun och vid Uppsala läns landsting.